# Sunwapta Pass
Sunwapta Pass är ett bergspass i Kanada.   Det ligger i provinsen Alberta, i den centrala delen av landet, 3 100 km väster om huvudstaden Ottawa. Sunwapta Pass ligger 2 037 meter över havet.
Terrängen runt Sunwapta Pass är bergig åt sydväst, men åt nordost är den kuperad. Sunwapta Pass ligger nere i en dal.Trakten runt Sunwapta Pass är nära nog obefolkad, med mindre än två invånare per kvadratkilometer.. Det finns inga samhällen i närheten. 
Trakten runt Sunwapta Pass är permanent täckt av is och snö.